# Gerard van Berg
Gerard van Berg (circa 1325 - Schleiden, 18 mei 1360) was, ondanks zijn afkomst uit het huis Gulik, graaf van Berg en graaf van Ravensberg, buurlanden van het graafschap Gulik. Gerard is de stichter van een zijlijn van het huis Gulik in deze twee landen van het Rooms-Duitse Rijk.

## Levensloop
Gerard was de oudste zoon van graaf Willem VI van Gulik en Johanna van Holland. Zijn oom was Walram, prins-aartsbisschop van Keulen. Gerard volgde steeds de politiek van het Huis Gulik om een conglomeraat van Nederrijnse landen rond Gulik te bouwen. Dit betekende steun verlenen aan het Huis Luxemburg en strijd leveren tegen de aartsbisschoppen van Keulen (niet tegen zijn oom). In de politiek van Gulik paste zijn vader een politiek huwelijk toe waarbij zijn oudste zoon Gerard huwde met Margaretha van Ravensberg-Berg (1338), de dochter van Otto IV van Ravensberg
(1276-1328) en Margaretha van Berg (1285-1340). De expansie van Gulik over de Rijn naar het oosten was het doel.
Gerard regeerde de iure uxoris over Ravensberg en Berg vanaf 1338. In 1346 beleende keizer Lodewijk de Beier hem met het graafschap Ravensberg. In 1348 beleende keizer Karel IV, van het Huis Luxemburg, hem met het graafschap Berg.  
Gerard werd nooit graaf van Gulik, in opvolging van zijn vader Willem VI, zoals algemeen aangenomen. Er waren twee redenen:
- zijn broer Willem had, met gewapende hulp van Gulikse edelen, de regerende vader Willem politiek en militair gemuilkorfd
- Gerard zelf stierf in 1360, zodat vader Willem hem overleefde.

Gerards enige zoon, Willem I/II van Berg, volgde hem op in Berg en in Ravensberg. Hierdoor kreeg het Huis Gulik een zijtak aan de rechteroever van de Rijn. Gerard werd begraven in de abdij van Altenberg, bij andere graven van Gulik. Dit geeft de band weer tussen het Huis Gulik en haar zijtak in Berg en Ravensberg. Zijn weduwe Margaretha werd later naast hem begraven in het praalgraf.